# Tišlar
Tišlar je priimek več znanih Slovencev:
- Toni Tišlar (*1967), hokejist, trener
- Viktor Tišlar (1941—2013), hokejist, trener